# Machaerium bondaense
Machaerium bondaense är en ärtväxtart som beskrevs av Henri François Pittier. Machaerium bondaense ingår i släktet Machaerium och familjen ärtväxter. Inga underarter finns listade i Catalogue of Life.